# Mulgoe
Mulgoe (물괴), estrenada internaiconalment com a Monstrum és una pel·lícula d'època  de terror d'acció de Corea del Sud del 2018 dirigida per Heo Jong-ho. És protagonitzada per Kim Myung-min, Kim In-kwon, Lee Hye-ri i Choi Woo-shik. La pel·lícula es va estrenar el 12 de setembre de 2018. Fou escollida per competir al LI Festival Internacional de Cinema Fantàstic de Catalunya, on es va projectar el 13 d’octubre.

## Argument
Ambientada l'any 1527 durant el regnat del rei Jungjong de Joseon, on la pesta s'està estenent a Joseon i corren els rumors que una misteriosa criatura viciosa anomenada "Monstrum" vaga pel país.

## Repartiment
- Kim Myung-min com a Yun-kyum
- Kim In-kwon com a Sung-han
- Lee Hye-ri com Myung[8]
  - Joo Ye-rim com a nen Myung
- Choi Woo-shik com a Hur
- Park Hee-soon com a rei Jungjong
- Lee Geung-young com a Sim Woon
- Park Sung-woong com a Jin-yong
- Lee Kyu-bok com a Mo-gae
- Kim Min-seok
- Hong Ji-yoon com a mare
- Lee Do-kyung
- Han So-yeong
- Soo Mi

## Producció
La fotografia principal va començar el 10 d'abril de 2017. La producció va acabar al Comtat de Yangpyeong de la província de Gyeonggi el 21 de juliol de 2017. El rodatge es va dur a terme en diversos llocs com Paju, Yangju, Ciutat de Gwangju i província de Gyeongsang del Sud.

## Estrena
La pel·lícula es va estrenar a nivell nacional el 12 de setembre de 2018 a 1.183 pantalles. La pel·lícula va rebre puntuació per als 15 anys per violència, imatges sagnants i algunes seqüències aterridores. La pel·lícula estava programada per ser llançat al servei VOD i descàrrega digital el 8 d'octubre, 2018.

## Recepció

### Resposta crítica
Shim Sun-ah de Yonhap News Agency va fer una crítica mixta i va escriure: "Monstrum és la primera pel·lícula d'acció de criatures ambientada a l'era Joseon i té una premissa de suspens i entretinguda, però està arruïnada per una trama previsible. Un dels aspectes més destacats d'aquesta pel·lícula és el disseny del monstre i els efectes especials slasher darrere del criatura i, el més important, si l'existència de la criatura és certa o no."
Al Festival Internacional de Cinema Fantàstic de Sitges 2018, la pel·lícula va guanyar el Premi del Públic Panorama Fantàstic.

### Taquilla
La pel·lícula va acabar en primer lloc el dia de l'estrena, atraient 105.255 espectadors amb 750.819 dòlars bruts, col·locant Searching i el nou llançament The Predator al segon i tercer lloc respectivament. La pel·lícula va continuar liderant la taquilla en el seu segon dia d'estrena. Tanmateix, la pel·lícula va caure a segon lloc durant el cap de setmana, amb Searching al capdavant, va atreure 421.479 espectadors amb  3,3 milions de dòlars bruts.
A partir del 4 d'octubre de 2018, la pel·lícula va guanyar 5,5 milions de dòlars d'un total de 720.721 assistents.